# 埃德蒙多·皮亚焦
埃德蒙多·皮亚焦（義大利語：Edmundo Piaggio，1905年10月3日—1975年7月27日），阿根廷男子足球运动员，场上位置是后卫。他曾代表阿根廷国家队参加1930年国际足联世界杯，结果队伍获得亚军。